# SAVA
SAVA - Sociedad Anónima de Vehículos Automóviles, était un constructeur espagnol de véhicules utilitaires légers et moyens, installé à Valladolid.

## Histoire

### Le contexte
Après la guerre civile espagnole, la situation le parc espagnol de camions était chaotique, la plupart dataient d'avant 1936. Les modèles les plus puissants et modernes avaient été réquisitionnés par l'armée qui, à la fin de la guerre, ne les avaient pas restitués car détruits ou étaient dans un état déplorable. Le parc national de véhicules de transport encore roulant se composait d’anciens modèles des années 20 et 30, camions provenant essentiellement d’aide étrangère dont les italiens Fiat, OM, SPA et Lancia, et le russe 3HC.
Après plusieurs tentatives pour créer une industrie nationale dans ce secteur, la seule entreprise capable d'affronter la difficile situation économique et l'isolement extérieur était le petit constructeur privé historique indépendant Hispano-Suiza, excepté de rares et timides tentatives, en cette période d'autarcie, qui a vu apparaître des modèles de camions à moteur électrique. Hispano a fabriqué, au cours des années 1940, les modèles Hispano-Suiza 66G et 66D, avec des moteurs essence et diesel.
À la suite de l'accord signé entre l'INI - Institut National de l'Industrie, tout nouvellement créé en 1941, et Hispano, la Société Nationale de Camions S.A. - ENASA a été créée le 5 novembre 1946. La nouvelle société a récupéré les ateliers Hispano de Sagrera à Barcelone.
Cette naissance d'une véritable industrie de véhicules industriels ne concernait que les poids lourd mais pas les véhicules utilitaires légers et de moyen tonnage.

## La société SAVA
En 1938, Francesco Scrimieri, salarié du groupe italien FIAT, vient en Espagne comme volontaire civil avec les troupes de Mussolini. Affecté au parc mobile de Valladolid, à la fin de la guerre d'Espagne, il décide de rester en Espagne. En 1940, avec un ami, il crée la société FADA - Fabricación de Artículos de Aluminio (Fabrication d’Articles en Aluminium) une entreprise spécialisée dans les ustensiles de cuisine en aluminium. Peu après, son ami et associé décide de rentrer en Italie, son pays natal, et Francesco Scrimieri reste seul à la tête de la société.
L'entreprise qui fabrique des produits de qualité à des prix compétitifs se développe rapidement. En 1952, elle commence à fabriquer des tri-porteurs, les fameux  motocarri italiens. En 1954, elle présente le FADA P-54, une gamme de fourgons à trois roues avec une charge de 1,5 T, équipés d'un moteur à 4 temps avec démarrage électrique, une boîte de vitesses à 5 rapports plus marche arrière et une cabine en métal. En 1956, il fait un nouveau pari en se lançant dans la construction de voitures. Comme aucune autorisation ne lui a encore été accordée, et ne lui sera jamais accordée pour ne pas risquer de concurrencer le nouveau constructeur automobile voulu par le Général Franco, créé avec l'aide de Fiat, SEAT.
En 1957, il crée la société SAVA - Sociedad Anónima de Vehículos Automóviles afin d’obtenir les capitaux nécessaires pour faire face aux changements stratégiques. L'entreprise poursuit la production du P-54 à 3 roues, mais avec une nouvelle cabine de forme plus ronde et classique mais avec une charge utile augmentée à 2 Tonnes.
Trouver des fournisseurs de qualité en Espagne, à cette époque, était une tâche compliquée. Il décide alors de mettre à profit son expérience dans le moulage de l'aluminium. En 1955, il crée la société Mondial Pistón Española qui développe rapidement une gamme de produits avec des moulages en aluminium et en acier pour la fabrication de pistons et de chemises pour les moteurs, des cylindres et autres pièces auxiliaires. Il conclut des accords pour la fabrication sous licence de divers composants comme des systèmes de direction. En 1964, la société est renommée TECNAUTO - Técnicas de Automoción SA et sa croissance s'accentue. En 1968, il devient un fournisseur incontournable de pièces essentielles pour la quasi-totalité des constructeurs automobiles en Espagne.
En 1959, SAVA reçoit "enfin" une autorisation du gouvernement espagnol pour fabriquer des véhicules automobiles mais limitant à 1.000 le nombre de véhicules à quatre roues. Il s’agit du SAVA-BMC P-58 de 2,5 tonnes de charge utile avec la cabine en fibres de verre pour abaisser la tare et un moteur diesel Barreiros EB-4 de 55 Ch.
En 1960, SAVA conclut un accord de coopération avec British Motor Corp. - BMC qui entre au capital de SAVA à hauteur de 8% en échange de la licence permettant de fabriquer les camions SAVA-Austin Série S à moteur Barreiros et BMC qui seront commercialisés sous les marques SAVA, SAVA-Austin ou SAVA-BMC. SAVA produira également le fourgon SAVA LDO-5 sous licence Morris.
En 1962, SAVA commence la production de ses propres moteurs sous licence britannique. Très vite, l'usine va s'agrandir pour la fabrication de camions de plus fort tonnage.
En 1964, SAVA conclut un accord avec le constructeur français de poids lourds Berliet pour produire sous licence un modèle de camion lourd dérivé du GBH en version 6x2 qui sera commercialisé sous la référence SAVA-Berliet GPS-12. SAVA rachète 40% de la société Matacás de Barcelone qui fabrique des moteurs diesel. Très vite, sa participation augmentera jusqu'à 60%.
En début d'année 1965, SAVA commence la fabrication sous licence de la fourgonnette SAVA-Austin J4 qui, avec plusieurs modifications esthétiques, sera produite jusqu'en 1988.
La concurrence devient sérieuse pour le constructeur national ENASA - Pegaso qui, en 1965, rachète une petite partie des actions de SAVA. Souffrant d'un manque de liquidités, en raison d’obstacles administratifs, SAVA engage des négociations avec Barreiros en vue d’une fusion. À cette époque, Barreiros venait d’acquérir la société NAZAR, ce qui aurait permis de créer un géant plus puissant que ENASA. La holding d'État INI, propriétaire d’ENASA, bloque le projet et rachète 52,71% de SAVA en mai 1966 pour arriver à 82% en 1968. Dès lors, la marque SAVA disparaît définitivement et ses produits sont vendus sous la marque Pegaso. La production des camions lourds de l'ancienne gamme SAVA cesse pour se concentrer sur les véhicules légers. 

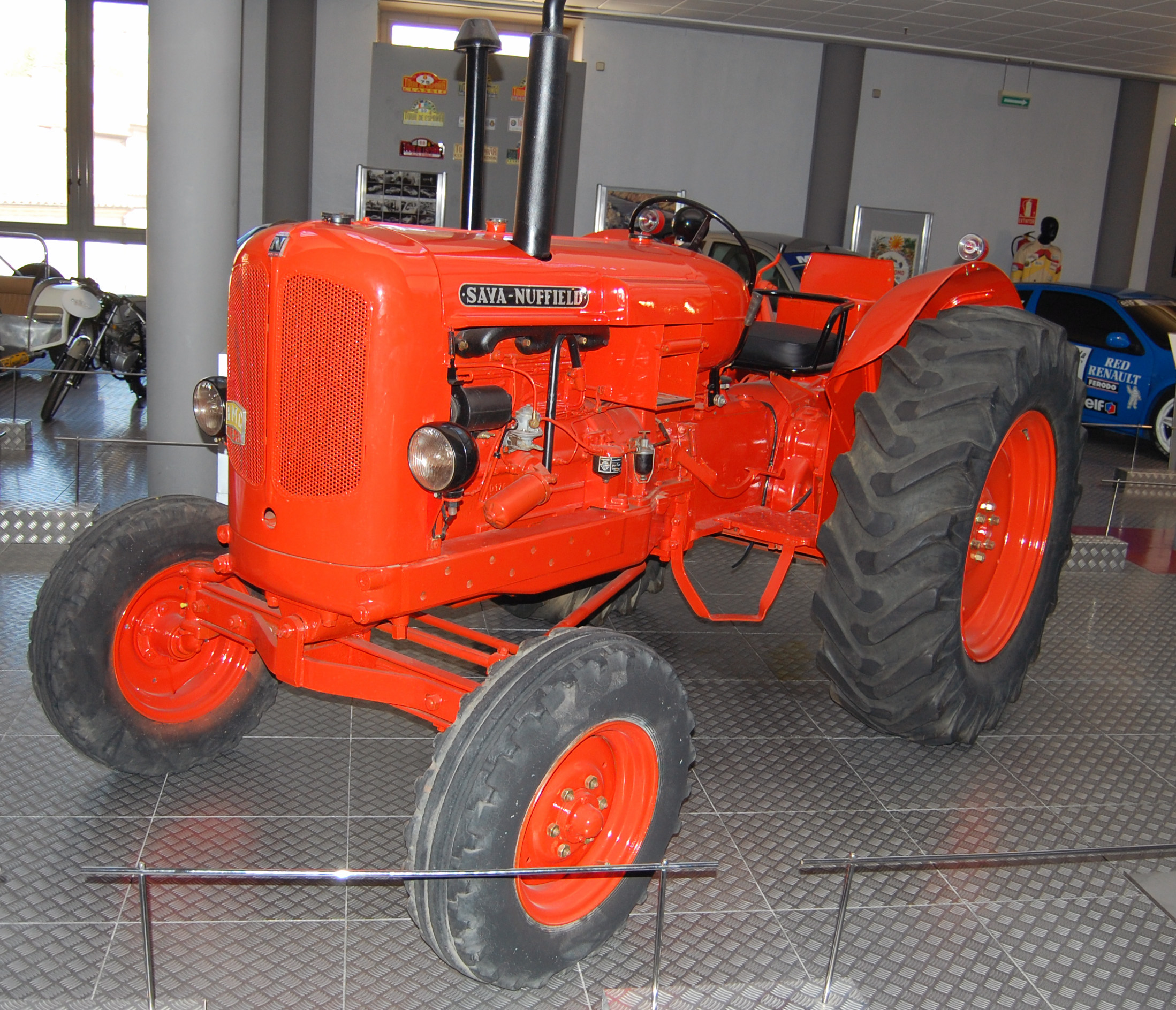
Tracteur agricole SAVA-Nuffiels (Museo Historico del Automóvil de Salamanca)

Francesco Scrimieri, qui détenait toujours 22% des actions de SAVA, les a échangées avec ENASA contre l’usine de tracteurs SAVA-Nuffield.
En 1968, SAVA lance la production du fourgon SAVA Cosmos.
L'Espagne fait son entrée dans la Communauté économique européenne (CEE) en 1985 et son marché intérieur s'ouvre aux importations des produits européens. Le groupe ENSA-Pegaso doit alors affronter la rude concurrence des constructeurs européens de poids lourds. Le constructeur de poids lourds et société d'État Pegaso - ENASA subit une crise majeure à la fin des années 1980. L'INI, toujours propriétaire du groupe est soumis aux règles européennes et doit privatiser les entreprises industrielles d'Etat du secteur concurrentiel.
En 1989, l'INI lance un appel d'offres international pour vendre 80% du capital de l'entreprise. Parmi les offres reçues, celle du groupement des constructeurs allemands MAN et Daimler-Benz, bien que concurrents, prévoyant que MAN rachèterait 60% du capital d'ENASA et Mercedes 20%. L'INI retient cette offre au détriment d'IVECO. Pour que la vente soit effective, le projet doit obtenir l'accord de la Commission Européenne et celle des autorités fédérales allemandes mais, l'Office ouest allemand des cartels refuse la transaction suspectant des pratiques illicites. Le refus est notifié en mai 1990. L'INI lance un second appel d'offres international et vend au lauréat, le groupe italien IVECO, l'ensemble ENASA-Pegaso le 13 septembre 1990. La fabrication des modèles FIAT-IVECO débute immédiatement dans les usines espagnoles. L'usine de Barajas commence la production des Iveco EuroTech et EuroStar en 1992. Depuis 2017, l'ancienne usine SAVA de Valladolid, très modernisée par le groupe italien, produit des cabines de camions lourds et le petit camion IVECO Daily.

## Les modèles produits

### Tri porteurs
- FADA P-54 (1957/59)

### Utilitaires légers
- SAVA P-58 (1959/61)
- SAVA-Austin J4 (1965/68)
- SAVA FH800 (1964)
- SAVA S-211 (1968)
- SAVA S-213
- SAVA J4 (1968/74)
- SAVA J4 5730 (1974/89)

### Camions
- SAVA-Austin A-404
- SAVA-Austin A-504 (1961)
- SAVA-Austin Série S (1962)
- SAVA-Morris LDO (1962)
- SAVA-Berliet GPS-12 (1965/68)
- SAVA SH-400/450/550 (1965)
- SAVA-Austin A-503 (1966)
- SAVA Cosmos 5741/5744 (1972)
- SAVA S-311
- SAVA S-411
- SAVA S-511
- SAVA S-551

### Autobus
Les autobus SAVA sont de taille midibus :
- SAVA-Austin S-76A
- SAVA-Austin A-404A
- SAVA-Austin LDO 5A
- SAVA S-350A
- SAVA S-400F
- SAVA A-504A
- SAVA 5701
- SAVA 5715
- SAVA 5720
- SAVA J4 Minibus